# Station Laven
Station Laven is een station in Laven in de Deense gemeente Silkeborg. Laven ligt aan de lijn Skanderborg - Skjern. Het oorspronkelijke stationsgebouw uit 1872 is verdwenen. 
Volgens de dienstregeling 2015 rijdt op werkdagen ieder uur een trein richting Skanderborg - Aarhus en in de richting Herning en Skjern. 